# Amfiteátr v Pompejích
Amfiteátr v Pompejích je stavba arény určena pro gladiátorské hry a sportovní zápolení v tomto antickém městě. Jde o nejstarší známou stavbu svého druhu na světě. Nachází se v jihovýchodní části města, považované za jedno ze tří pompejských center. Na rozdíl od ostatních dvou, fóra a trojúhelníkového fóra bylo určeno výlučně odpočinku. V sousedství amfiteátru stojí palaistra.

## Historie
Amfiteátr byl postaven v roce 80 př. n. l. za vlády duumvirů C. Quinta Valga a M. Porce, jak to dokládají dva nápisy vytesaná do travertinu, nalezené v kruhové chodbě pod nejnižší řadou sedadel.
Jako místo výstavby byl zvolen jihovýchodní cíp města, kde díky absenci jakékoliv zástavby bylo dostatek prostoru na stavbu hodnou rostoucí slávy Pompejí. Současně se velmi ideální jevila blízkost dvou městských bran, Nucerijské (Porta Nuceria) a Sarnské (Porta Sarno), kterými mohli přicházet a odcházet diváci z okolních měst.
Amfiteátr je v současnosti historickou památkou a předmětem archeologických výzkumů. Kromě toho však bývá využíván také pro koncerty či jiné veřejné akce. V roce 1971 zde rocková skupina Pink Floyd natočila koncertní film Pink Floyd v Pompejích. Roku 2016 zde člen Pink Floyd David Gilmour odehrál dvojici koncertů, které byly zaznamenány na albu a filmu Live at Pompeii.

## Popis

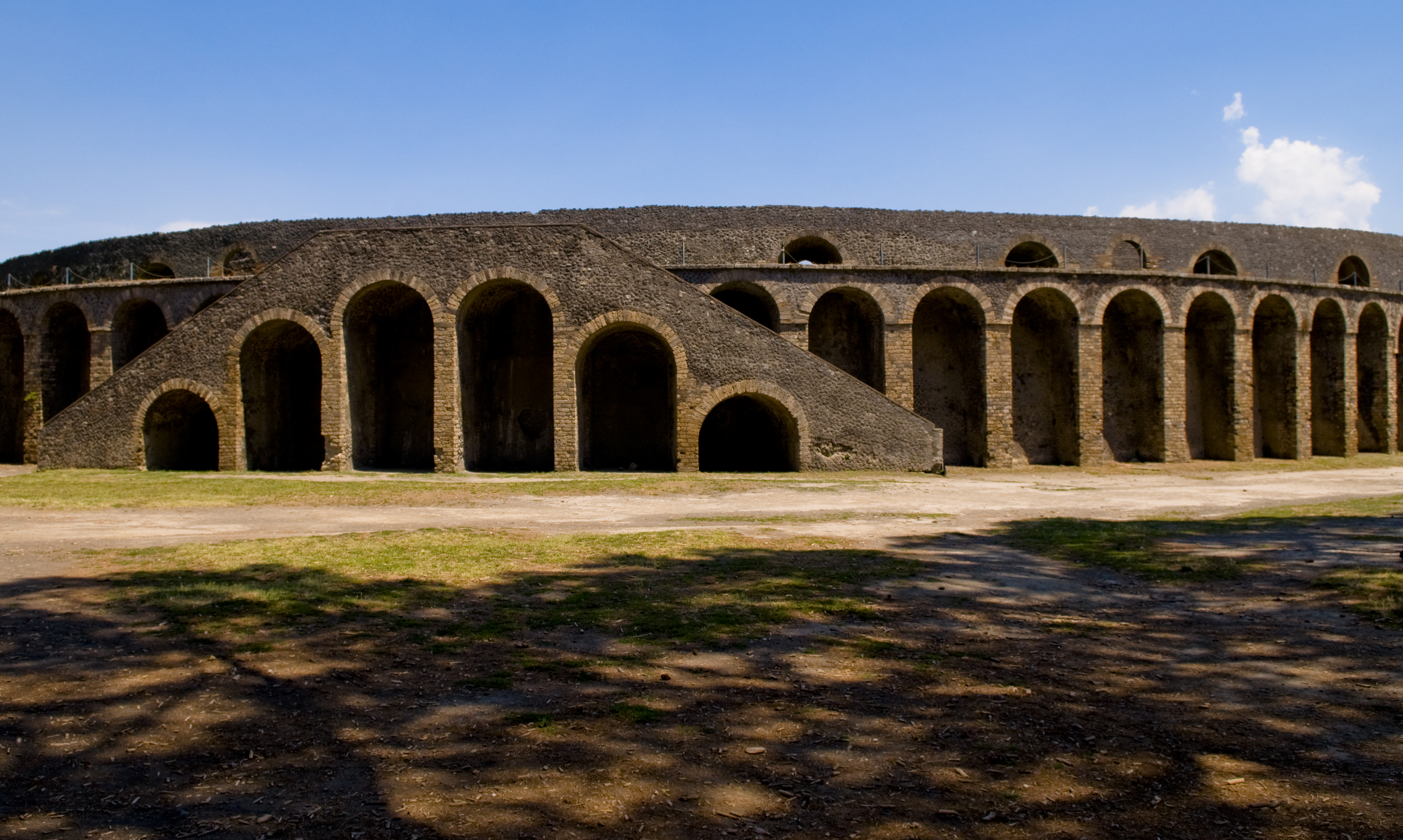
Na střední a vrchní terasu se sedadly se vystupovalo po monumentálním dvojitém schodišti s vyhlídkou na jeho vrchní plošině.

Do hlediště amfiteátru s rozměry přibližně 135 × 104 metrů se vešlo dvacet tisíc diváků. Ti seděli na kamenných sedadlech v řadách tvořících soustředné elipsy s plochou arény. Sedadla v hledišti byla výškově oddělena třemi terasami (Cavea) - dolní (ima Cavea), střední (media Cavea) a vrchní terasa (summa Cavea), které byly mezi sebou navzájem odděleny nízkými zídkami. Do nejspodnější terasy diváci, příslušníci městské honorace, přicházeli tzv. kryptou, průchodem vedoucím rovnoběžně s arénou; na media Cavea a summa Cavea se vcházelo shora po úzkém schodišti. Každá z teras měla rozdílný počet stupňů sedadel: ima Cavea vyhrazená pro městskou nobilitu měla pět stupňů, media Cavea a summa Cavea, určené pro běžné občany, měly dvanáct, resp. osmnáct stupňů sedadel. Z exteriéru stavby se na dvě vrchní terasy vystupovalo po dvou monumentálních dvouramenných schodištích podpíraných šesti arkádovými oblouky a dvou jednoramenných schodištích.
Kromě teras s místy k sezení měl amfiteátr vrchní terasu se sloupovím, odkud bylo možné sledovat zápasy vestoje. Spodní místa k sezení se dala zastínit systémem plachet (velum) natažených na kůlech zaražených do země.

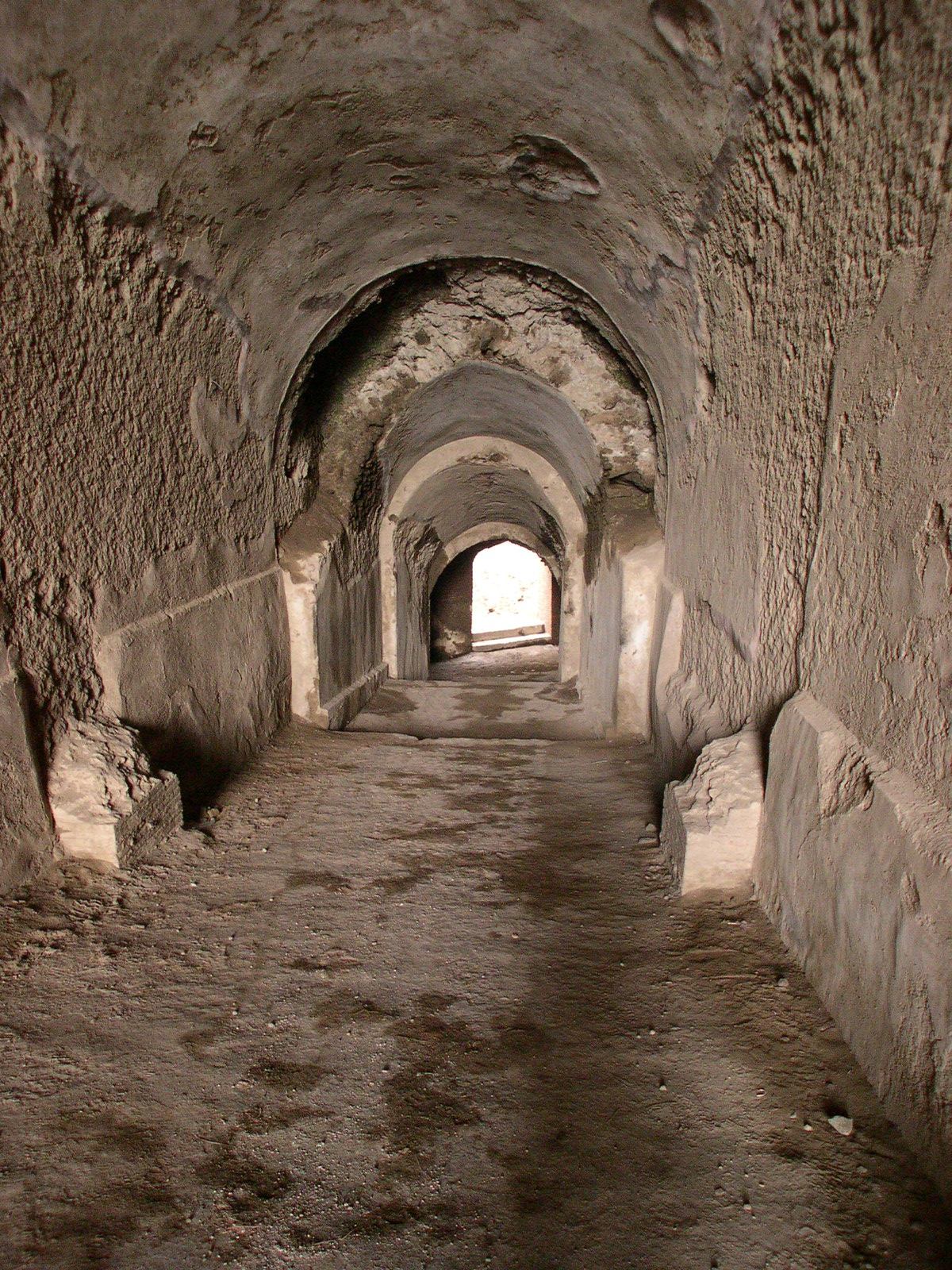
Jeden z tunelů vedoucích do arény. Tunely se svažovaly, protože aréna byla částečně zapuštěna do terénu.

Aréna pro gladiátorské zápasy byla oproti okolí částečně zahloubena do terénu. Přístupná byla dvěma dlouhými, širokými a svažujícími se chodbami umístěnými na delších stranách elipsy. Obě chodby byly dlážděné a měly tunelovou klenbu. Aréna byla od míst k sezení oddělena zdí vysokou 2,18 metru. Na rozdíl od několika pozdějších amfiteátrů ten pompejský nemá podzemní prostory.
Stavba byla určena výhradně sportovním a gladiátorským zápolením. Hry pořádané v pompejském amfiteátru byly proslulé a přitahovaly množství zájemců ze širokého okolí. Platili je každoročně volení úředníci a trvaly sedm dní. Součástí her byly další doprovodné akce, tréninky gladiátorů, pestrobarevné průvody městem a jiné, které alespoň na krátký čas dovolily obyvatelům města zapomenout na každodenní starosti. Nadšení pro gladiátorské zápasy často přerůstalo do fanatismu a nezřídka se zápolení přeneslo i mezi diváky. Podle jednoho dobového záznamu během zápasu v roce 59 se rozpoutala mezi diváky z Pompejí a z okolních měst dokonce bitva, při níž bylo několik lidí zabito. Následkem toho byla podobná představení ve zdejším amfiteátru na následujících deset let zakázána.